# Larry Warford
Larry Warford III (* 18. Juni 1991 in San Diego, Kalifornien) ist ein ehemaliger US-amerikanischer American-Football-Spieler in der National Football League (NFL). Er spielte für die New Orleans Saints als Guard. Zuvor war er bereits bei den Detroit Lions unter Vertrag.

## College
Warford besuchte die University of Kentucky und spielte für deren Team, die Wildcats, auf der Position des rechten Guard College Football. Zwischen 2009 und 2012 bestritt er insgesamt 47 Spiele.

## NFL

### Detroit Lions
Beim NFL Draft 2013 wurde er von den Detroit Lions in der dritten Runde als insgesamt 65. Spieler ausgewählt und konnte sich als Profi sofort etablieren.
In seiner Rookie-Saison wurde er in allen 16 Partien als rechter Starting-Guard eingesetzt, wobei er keinen einzigen Sack zuließ.  Für seine konstant guten Leistungen wurde er sowohl von der Pro Football Writers Association in das PFWA All-Rookie Team gewählt, als auch von der Analyse-Website Pro Football Focus als Offensive Rookie of the Year ausgezeichnet. Auch die folgenden Spielzeiten konnte er sein hohes Niveau halten und lief weiterhin in allen Spielen als Starter auf.

### New Orleans Saints
Im März 2017 wurde er von den New Orleans Saints verpflichtet, um den Routinier Jahri Evans, dessen Vertrag nicht mehr verlängert wurde, zu ersetzen. Er unterschrieb einen Vierjahresvertrag über 34 Millionen US-Dollar, bei garantierten 17 Millionen. In der ersten Saison für sein neues Team wurde Warford erstmals in den Pro Bowl gewählt. Bis zu seiner Entlassung im Mai 2020 startete Warford alle Spiele, die er für die Saints bestritt.
Im Juli 2020 entschied sich Warford, der Angebote von mehreren Teams hatte, von der sogenannten Opt-Out-Klausel Gebrauch zu machen, die es den Spielern, die aufgrund der COVID-19-Pandemie gesundheitliche Bedenken haben, erlaubt, die Spielzeit 2020 zu pausieren.